# 곡정초
곡정초(학명: Eriocaulon cinereum)는 곡정초과의 한해살이풀이다.

## 특징
잎은 뿌리에서 나는데 길이 2-8cm, 폭 1-2mm 정도로 끝이 뾰족하다. 한편, 8-9월경에 높이 5-15cm의 꽃줄기가 무더기로 나와 그 끝에 공 모양의 회백색 두상꽃차례가 달린다. 총포조각은 회백색으로 길이가 약 1.5mm인 타원형이며 막질로 이루어져 있다. 수꽃은 수가 적으며, 꽃받침은 아랫부분이 합쳐져 통 모양을 이루고 끝은 3갈래진다. 또한, 꽃부리도 가는 통 모양으로 합쳐져 끝이 3갈래로 나뉘어 있는데, 윗가장자리에 털이 나 있다. 수술은 6개가 있으며, 꽃밥은 흰색을 띠고 있다. 한편, 암꽃은 여러 개가 있으며, 2개의 따로 떨어져 있는 꽃받침을 가지고 있다.